# Černina
Černina (ungarisch Alsócsernye – bis 1907 Cernyina, älter auch Cernina) ist eine Gemeinde im Osten der Slowakei mit 152 Einwohnern (Stand: 31. Dezember 2024), die zum Okres Humenné, einem Kreis des Prešovský kraj, gehört. Sie ist Teil der traditionellen Landschaft Zemplín.

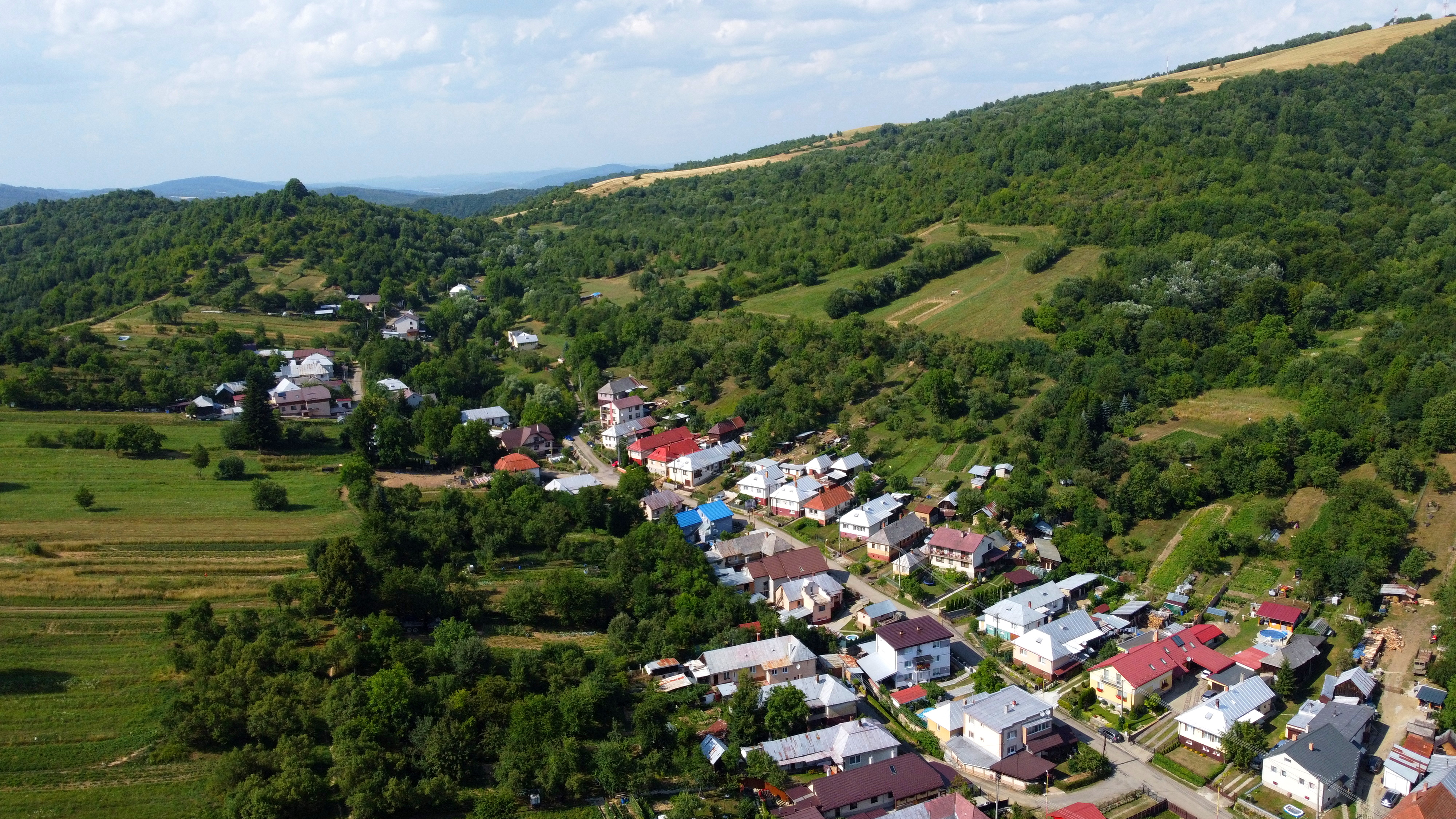
Blick zum Ort

## Geographie
Die Gemeinde befindet sich in den Niederen Beskiden im Bergland Laborecká vrchovina, am kleinen Bach Černina, einem rechtsseitigen Zufluss der Ondavka im Einzugsgebiet der Ondava. Das Ortszentrum liegt auf einer Höhe von 265 m n.m. und ist 17 Kilometer von Humenné entfernt.
Nachbargemeinden sind Pakostov im Norden, Hrubov im Nordosten, Turcovce im Osten, Baškovce und Víťazovce im Süden, Lukačovce im Südwesten und Jankovce im Westen.

## Geschichte
Černina wurde zum ersten Mal 1492 als Czernyna schriftlich erwähnt. Das Dorf war Teil des Herrschaftsgebiets von Humenné, im 18. und 19. Jahrhundert besaßen die Familien Matyassovszky und Podhorányi die Ortsgüter. 1715 wurde der Ort wegen einer Flucht der Untertanen fast menschenleer. 1787 hatte die Ortschaft 31 Häuser und 187 Einwohner, 1828 zählte man 28 Häuser und 213 Einwohner, die als Hirten, Köhler und Waldarbeiter tätig waren.
Bis 1918 gehörte der im Komitat Semplin liegende Ort zum Königreich Ungarn und kam danach zur Tschechoslowakei beziehungsweise heute Slowakei. In der Zeit der ersten tschechoslowakischen Republik waren die Einwohner als Landwirte und saisonal als Waldarbeiter beschäftigt. Nach dem Zweiten Weltkrieg pendelte ein Teil der Einwohner zur Arbeit nach Humenné, die örtliche Einheitliche landwirtschaftliche Genossenschaft (Abk. JRD) wurde 1958 gegründet.

## Bevölkerung
| Jahr                | 1994 | 2004     | 2014    | 2024     |
| ------------------- | ---- | -------- | ------- | -------- |
| Anzahl der Personen | 208  | 183      | 179     | 152      |
| Unterschied         |      | −12,01 % | −2,18 % | −15,08 % |

| Jahr                | 2023 | 2024    |
| ------------------- | ---- | ------- |
| Anzahl der Personen | 148  | 152     |
| Unterschied         |      | +2,70 % |

Nach der Volkszählung 2011 wohnten in Černina 181 Einwohner, davon 173 Slowaken und ein Russine. Sieben Einwohner machten keine Angabe zur Ethnie.
157 Einwohner bekannten sich zur römisch-katholischen Kirche, 11 Einwohner zur griechisch-katholischen Kirche, drei Einwohner zur orthodoxen Kirche und ein Einwohner zu den Zeugen Jehovas. Bei neun Einwohnern wurde die Konfession nicht ermittelt.

## Verkehr
Nach Černina führt nur die Cesta III. triedy 3829 („Straße 3. Ordnung“) von Baškovce heraus.